# Meinrad Zünd
Meinrad Zünd (* 5. Mai 1916 in Balgach; heimatberechtigt ebenda; † 21. März 1998 ebenda) war ein Schweizer Künstler und Bildhauer aus Balgach im St. Galler Rheintal. Bekannt war er als Mädy Zünd oder wie er sich selbst nannte: Mädy XIII. Er schuf Werke aus Holz, Eisen, Bronze, Stein oder Ton, aber auch Gemälde auf Leinwand und an Fassaden, sowie Holzschnitte. 

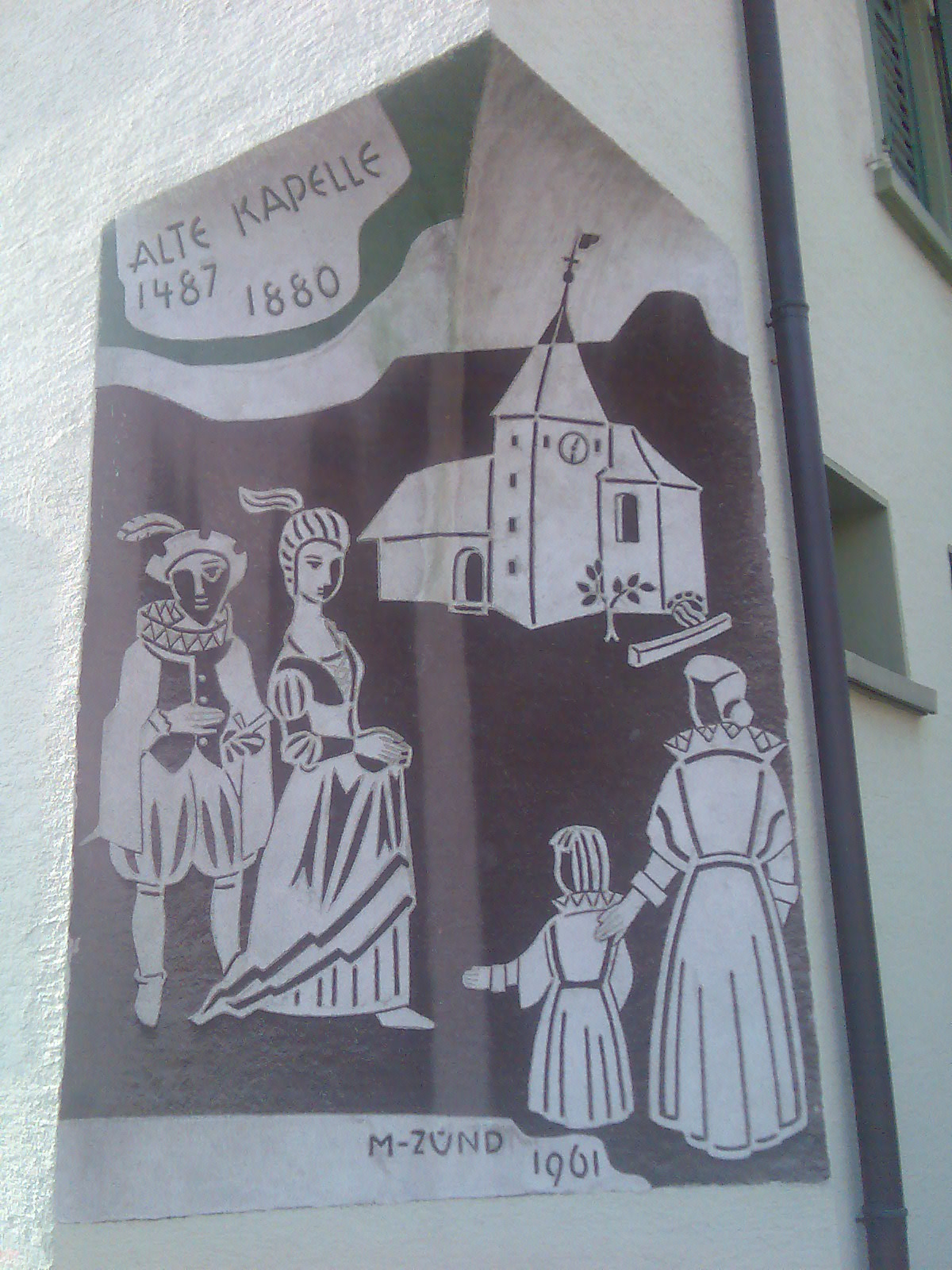
Gemälde von Mädy Zünd in der Nordost-Ecke der Drogerie in Rebstein
(vom Aufgang zur Burg aus gesehen)

## Leben
Aufgewachsen ist Meinrad Zünd als 13. Kind einer ärmlichen Arbeiterfamilie in Balgach. Nach der obligatorischen Schulzeit arbeitete er anfänglich in einer sogenannten «Schifflistickerei» als einfacher Arbeiter. Nach eineinhalb Jahren wurde er in eine Bäckerei als Lehrling geschickt. Diese Lehre brach er  bald ab und fand eine Beschäftigung in der Spenglerei seines Bruders. «Mädy», so wurde er von allen genannt, entdeckte in der Freizeit seine Fähigkeit, aus alten Zaunpfählen Figuren zu schnitzen. Es waren darunter einige Figuren des Schweizer Landesheiligen Bruder Klaus, die er frommen Mitbürgern für ein Taschengeld verkaufte. Ein Balgacher Arzt verhalf ihm dann zu einem Stipendium und ermöglichte ihm so das vierjährige Studium an der Kunstgewerbeschule in Luzern. In dieser Zeit wuchs seine Liebe zur gestaltenden Kunst, die seine Berufung wurde. Er lernte in Luzern auch Klara Stutz kennen, seine zukünftige Frau, mit der er nach Abschluss des Studiums zurück ins St. Galler Rheintal zog. 

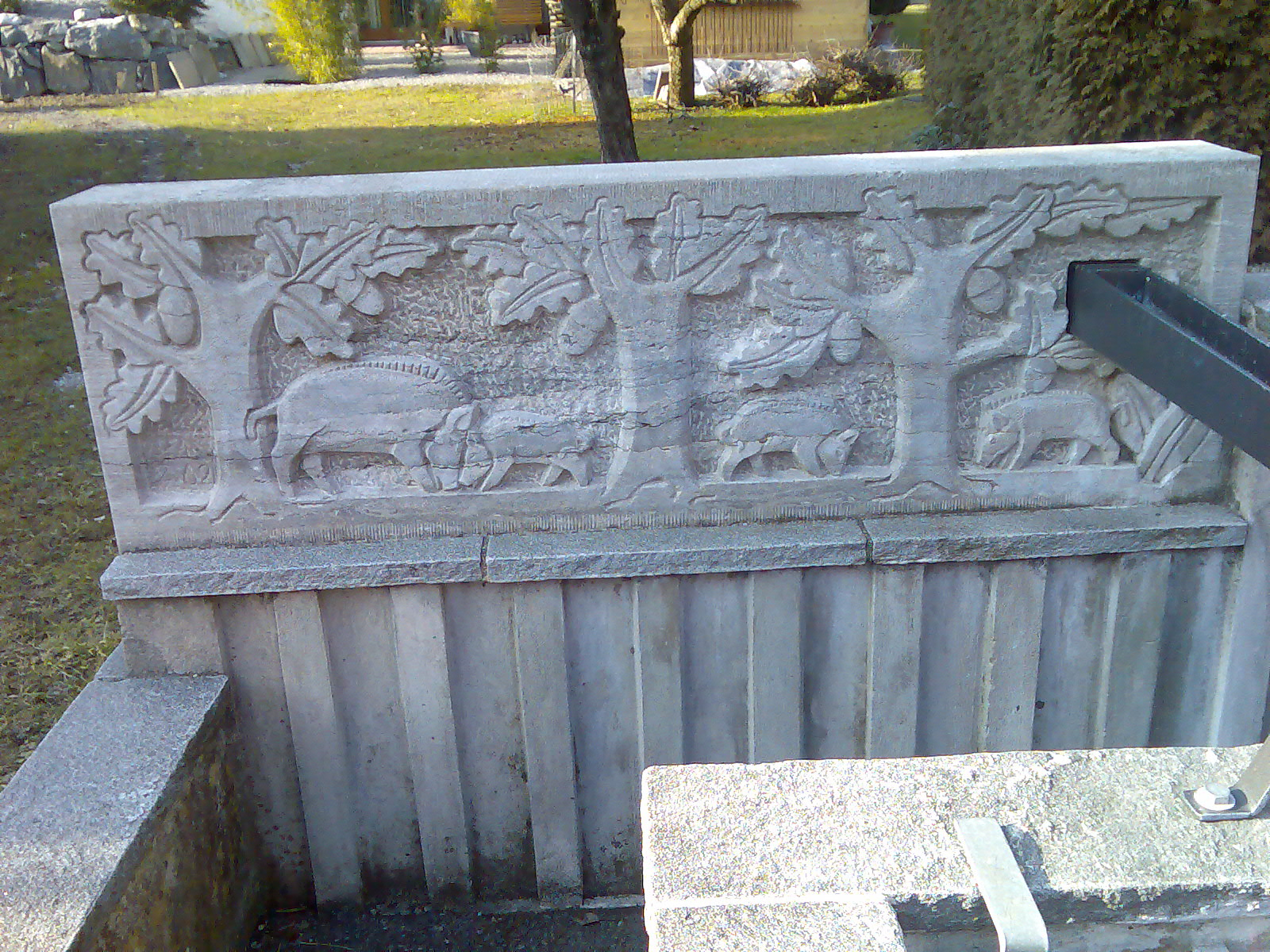
Steinrelief «Im Eichenwald» am Eichholz-Brunnen in Balgach

Sein künstlerisches Schaffen war natur- und volksverbunden und reichte anfänglich nicht, um die immer grösser werdende Familie zu ernähren. So musste seine Frau Claire viele Jahre als Tapeziernäherin das tägliche Brot verdienen. Mädy Zünd lebte mit seiner Familie in einem kleinen Häuschen am Waldrand oberhalb des Dorfes Balgach. Am Haus angebaut waren sein bescheidenes Atelier und ein paar kleine Stallungen für einige Haus- und Nutztiere. Er war belesen und hat sich auch weitergebildet. 
In späteren Jahren war es ihm finanziell möglich, Reisen in verschiedene Länder Europas zu unternehmen und so grosse Kunst mit eigenen Augen zu erkunden. Der vielseitige Künstler hat eine 280-seitige Autobiographie geschrieben und bereits zu Lebzeiten seine eigene Urne gestaltet. Er war bei der Bevölkerung wegen seiner Einfachheit beliebt und galt als Lebenskünstler und Original. 

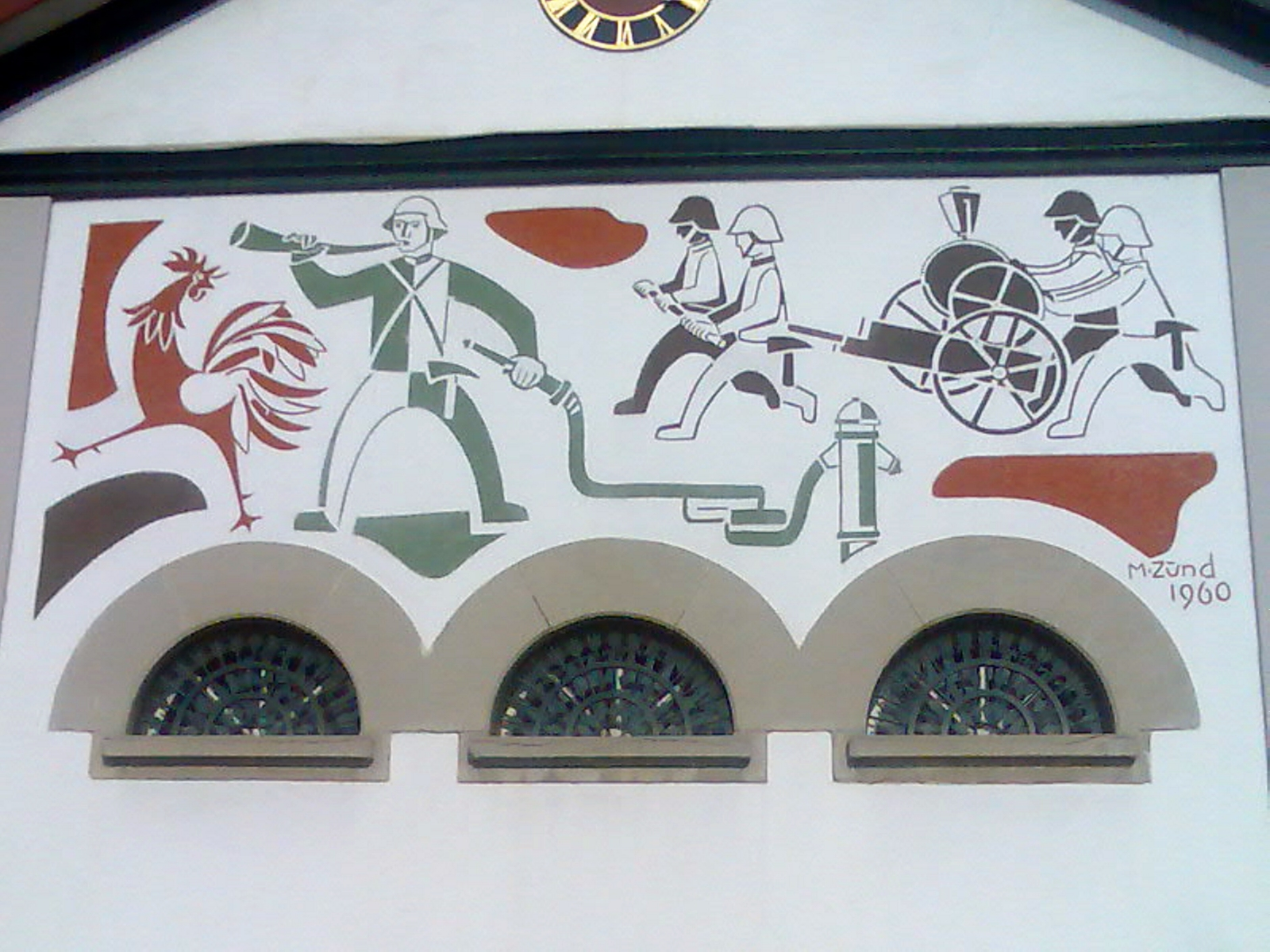
Gemälde in Sgraffito-Technik von Mädy Zünd an der Südseite des Spritzenhauses (ehemaliges Feuerwehr-Depot und heutiges Ortsmuseum) in Rebstein

## Werke

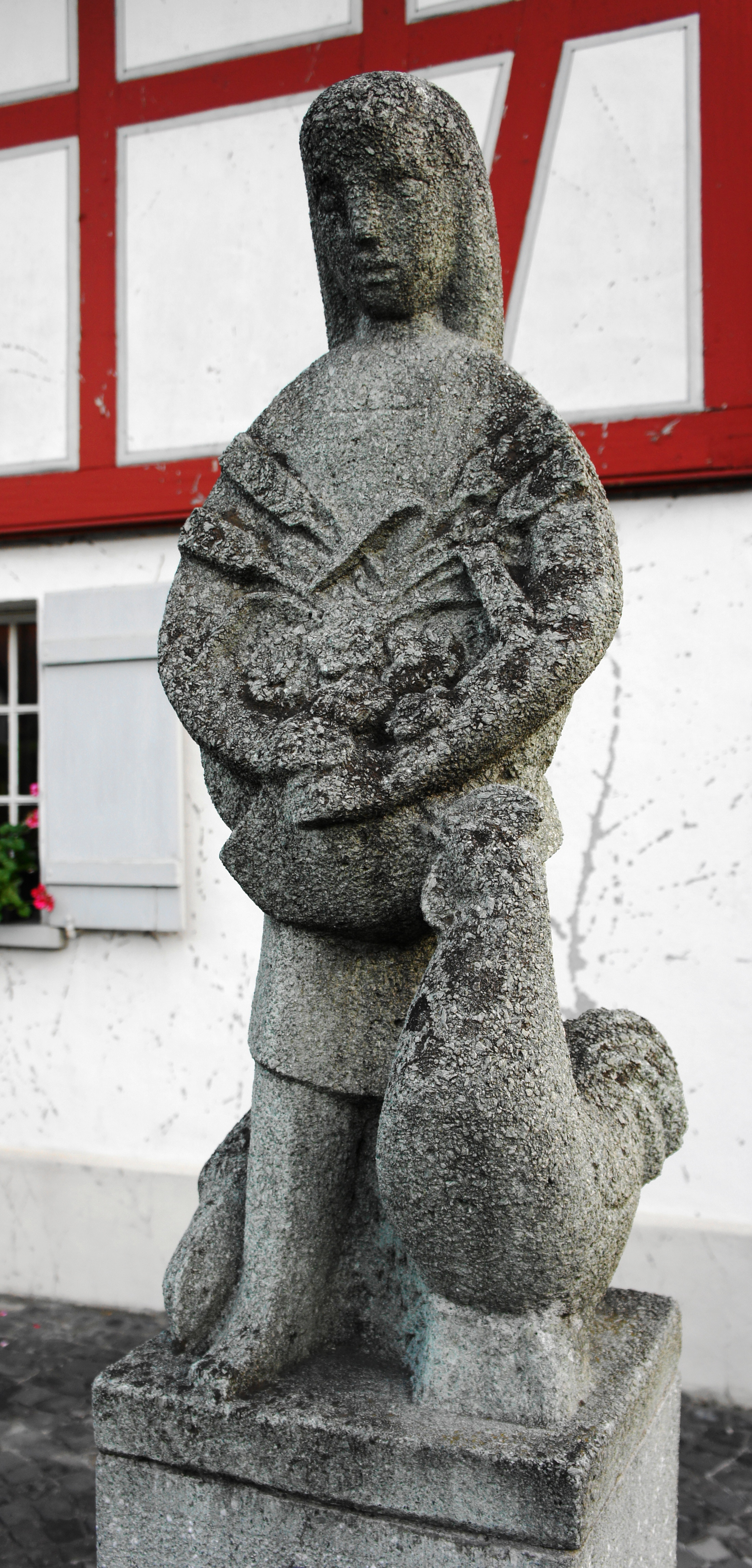
Die Brunnen-Figur «Mädchen mit Feldblume» auf dem Untermäderbrunnen in Balgach.

Die Werke von Mädy Zünd zeichnen sich durch klare Linien und kräftige Farben aus. Sie zeigen Sujets aus dem alltäglichen Leben, aus der Bibel, Heilige, Tiere usw.
- Holzschnitzereien
- Eisen- und Bronzefiguren
- Skulpturen aus Stein und Ton
- Malereien auf Leinwand und an Fassaden
- Holzschnitte

## Publikationen
- Mädy der XIII. Autobiographie. Mädy Zünd, 1995, 2. Auflage.